# Falange (periódico)
Falange fue un periódico español publicado en la ciudad de Las Palmas de Gran Canaria entre 1936 y 1963.

## Historia
El diario fue creado por militantes de Falange Española el 7 de diciembre de 1936, poco después del estallido de la Guerra civil. Fue publicado usando las instalaciones del antiguo diario socialista Avance, que había sido incautado al comienzo de la guerra. Se convirtió en el órgano oficial de FET y de las JONS en Canarias. Durante la Dictadura franquista pasó a formar parte de la Cadena de Prensa del Movimiento. El diario acabaría desapareciendo en 1963, siendo sustituido por una nueva publicación: El Eco de Canarias. Su último número apareció el 22 de junio de 1963.